# Camptogramma
Genre
Camptogramma est un genre de lépidoptères (papillons) de la famille des Geometridae, de la sous-famille des Larentiinae.

## Espèces rencontrées en Europe
- Camptogramma bilineata (Linnaeus, 1758) - Brocatelle d'or
  - Camptogramma bilineata bilineata (Linnaeus, 1758)
  - Camptogramma bilineata bohatschi (Aigner, 1902)
- Camptogramma bistrigata (Treitschke, 1828)
- Camptogramma grisescens (Staudinger, 1892)
- Camptogramma scripturata (Hübner, 1799)
  - Camptogramma scripturata albidaria (Sohn-Rethel, 1929)
  - Camptogramma scripturata placidaria (Freyer, 1852)
  - Camptogramma scripturata poliata (Schawerda, 1913)
  - Camptogramma scripturata rilica (Prout, 1938)
  - Camptogramma scripturata scripturata (Hübner, 1799)